# Pollena Trocchia
Pollena Trocchia ist eine Gemeinde mit 12.723 Einwohnern (Stand 31. Dezember 2023) in der Metropolitanstadt Neapel, Region Kampanien.
Die Nachbarorte von Pollena Trocchia sind Casalnuovo di Napoli, Cercola, Ercolano, Massa di Somma, Sant’Anastasia und Volla.

## Bevölkerungsentwicklung
Pollena Trocchia zählt 4044 Privathaushalte. Zwischen 1991 und 2001 stieg die Einwohnerzahl von 12.216 auf 13.326. Dies entspricht einem prozentualen Zuwachs von 9,1 %.

## Persönlichkeiten
- Alessandro Velotto (* 1995), Wasserballspieler